# Les Grands Ducs
Pour plus de détails, voir Fiche technique et Distribution.
Les Grands Ducs est un film français réalisé par Patrice Leconte, sorti en 1996.

## Synopsis
Georges Cox, Victor Vialat et Eddie Carpentier sont de vieux comédiens au chômage, minables et fauchés. Ils réussissent à se faire embaucher dans un spectacle médiocre (comédie de boulevard appelée Scoubidou, en partance pour une tournée) dirigé par un imprésario escroc, Shapiron. Ce producteur, ruiné, va tout faire pour saboter le spectacle et ainsi toucher l'assurance, mais les trois acteurs reprennent à l'improviste avec panache les trois petits rôles, pour ne pas laisser passer la dernière chance de leur vie.

## Fiche technique
- Titre : Les Grands Ducs
- Réalisation : Patrice Leconte
- Scénario et dialogues : Serge Frydman et Patrice Leconte
- Production : Thierry de Ganay, Monique Guerrier
- Musique : Angélique Nachon et Jean-Claude Nachon
- Photographie : Eduardo Serra
- Montage : Joëlle Hache
- Décors : Ivan Maussion, Jacques Dugied
- Costumes : Nadine Leroux et Annie Périer
- Pays d'origine :  France
- Format : couleurs - 2,35:1 - Dolby Digital - 35 mm
- Genre : comédie
- Durée : 85 minutes
- Date de sortie : 
  - France : 21 février 1996

## Distribution
- Jean-Pierre Marielle : Georges Cox
- Philippe Noiret : Victor Vialat
- Jean Rochefort : Eddie Carpentier
- Catherine Jacob : Carla Milo
- Michel Blanc : Shapiron
- Clotilde Courau : Juliette
- Pierre-Arnaud Juin : Pat
- Jacques Mathou : Janvier (le régisseur)
- Marie Pillet : Clémence (l'habilleuse)
- Jacques Nolot : Francis Marceau (l'administrateur)
- Jean-Marie Galey : Markus
- Olivier Pajot : le metteur en scène de Scoubidou
- Claude Derepp : l'acteur en smoking blanc
- Nathalie Krebs : Irène
- Laurence Ragon : l'actrice en nuisette
- Louis-Marie Audubert : le metteur en scène
- Luc Distelmans : l'acteur de la 2e pièce
- Fabien Béhar : le régisseur du 2e théâtre
- Romain Lhabib : le régisseur du 3e théâtre
- Delphine de Malherbe : la standardiste de l'agence Atlas
- Isabelle Petit-Jacques : Lucie
- Dominique Besnehard : le patron de l'agence Atlas (voix off)
- Albert Delpy : Harry
- Florence Geanty : Maude, une secrétaire
- Clément Amaury : le régisseur du son
- Alain Asanovic : un musicien
- Julien Bukowski : un vigile des Nouvelles Galeries
- Max Desrau : le voisin de Cox
- Pierre Devilder : le comptable de l'agence Atlas
- Étienne Draber : le directeur du 4e théâtre
- Georges Eon : Danos
- José Fumanal : le concierge du Grand Hôtel
- Philippe Gauguet : un des deux huissiers
- Arsène Jiroyan : l'acteur de l'agence Atlas
- Michel Jurbet : le régisseur lumière
- Bob Lampion : Toutain (directeur du premier théâtre de la tournée)
- Laurence Lerel : la fille de Cox
- Guillaume Rannou : le gendre de Cox
- Fabrice Schwarzel : un musicien
- Gérard Sergue : un vigile des Nouvelles Galeries
- Isabelle Spade : la secrétaire de Shapiron

## Autour du film
- Vingt-deux ans après Que la fête commence (dans lequel ils n'avaient pas de scène commune à eux trois), Jean-Pierre Marielle, Philippe Noiret et Jean Rochefort sont à nouveau réunis dans un même film, mais cette fois également à l'image et pas uniquement au générique.
- Il s'agit de la cinquième collaboration entre Patrice Leconte et Jean Rochefort après Les Vécés étaient fermés de l'intérieur, Tandem, Le Mari de la coiffeuse et Tango.
- Selon ses dires, Michel Blanc ne se sentait pas trop à l'aise lors de ce tournage, si bien qu'il mettra six ans avant de revenir au cinéma en tant qu'acteur.
- Patrice Leconte raconte qu'il a dû déchanter pendant le tournage, devant faire face aux doutes de Noiret sur sa performance ou au caractère de Michel Blanc qui est devenu aussi noir que Dustin Hoffman dans ses moments les plus sombres, « descendu parmi nous pour nous honorer de sa présence »[1].